# Xiphosomella gethne
Xiphosomella gethne är en stekelart som beskrevs av Ian D. Gauld 2000. Xiphosomella gethne ingår i släktet Xiphosomella och familjen brokparasitsteklar. Inga underarter finns listade i Catalogue of Life.